# سربریانکا (استان آمور)
سربریانکا (به لاتین: Serebryanka) یک منطقهٔ مسکونی در روسیه است که در استان آمور واقع شده‌است.